# Cuniculus taczanowskii
Cuniculus taczanowskii é uma espécie de roedor da família Cuniculidae.
Pode ser encontrada nos Andes do Peru, Equador, Colômbia e noroeste da Venezuela.